# Sphagnum compactum
Sphagnum compactum là một loài rêu trong họ Sphagnaceae. Loài này được Lam. & DC. mô tả khoa học đầu tiên năm 1805.

## Hình ảnh

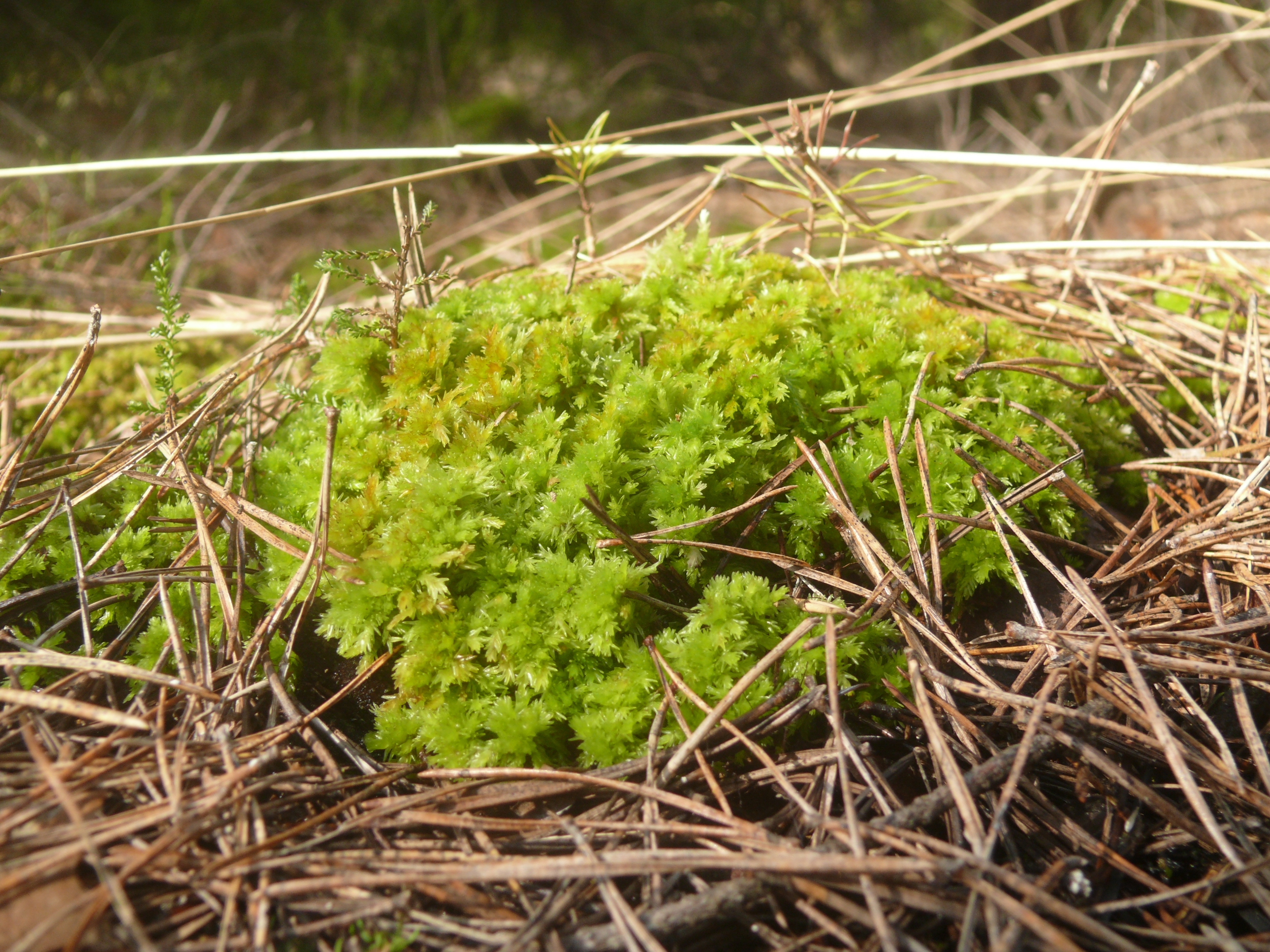